# Joseph-Ferdinand Toussaint
Pour les articles homonymes, voir Toussaint (homonymie).
Joseph-Ferdinand Toussaint, est un juriste, homme politique membre de la Chambre des représentants, écrivain, théoricien social saint-simonien, patron de presse et notaire belge, né à Meulebeke le 31 mars 1807, décédé à Ixelles le 7 février 1885 et enterré au cimetière d'Ixelles (premier rond-point). Il était docteur en droit de l'Université de Gand.

## Sa vie
En 1830 il s'établit à Bruxelles, prit une part active de la Révolution de 1830 et devint collaborateur du Gouvernement Provisoire.
En 1848 il devint membre de la Chambre des représentants pour l'arrondissement de Thielt.
Lié au groupe des Saint-simoniens il quitta ensuite ce mouvement dans une lettre publique où il leur reprochait de s'être éloignés de l'orthodoxie originale de Saint-Simon. Il publia de nombreux livres politiques et sociaux.

## Action culturelle

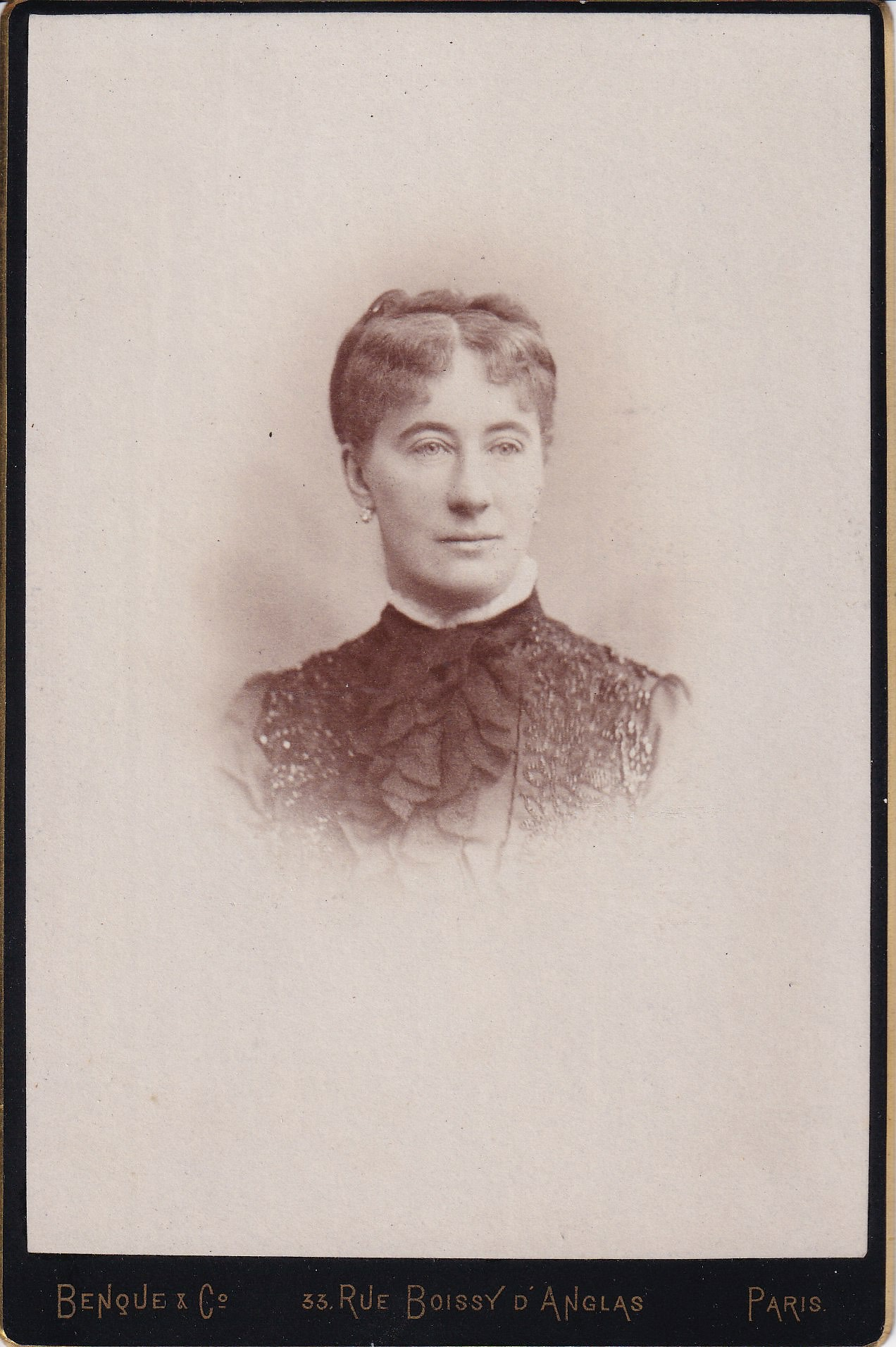
Sa fille Léonie Toussaint née à Ixelles le 30 mars 1840 et décédée à Bruxelles le 23 juillet 1912, épouse de l'architecte Joseph Poelaert.

En 1848 Joseph-Ferdinand Toussaint fonda avec Edward Ledeganck, frère du célèbre poète, le journal "De Brabander". En 1862 il figure parmi les fondateurs du Willemsfonds.
Il fut un des premiers, si pas le premier, à protester contre la pression faite en vue de franciser la vie publique qui était très forte dans la nouvelle nation. Il s'exprima à ce sujet dans une lettre ouverte qui parut le 5 novembre 1830 dans "L'Emancipation", journal où Toussaint collaborait souvent et qui fut reprise dans la "Nieuwsblad" d'Anvers, le "Postryder" d'Anvers et "Den Vaderlander" de Gand. Cette lettre faisait suite à son discours pour défendre les droits juridiques de la langue flamande tenu le 15 octobre 1830 à la "Réunion Centrale".

## Le patron de presse: L'Étoile belge
Joseph-Ferdinand Toussaint devint également à partir de 1854, à côté de la famille d'Orléans et du français Marcellin Faure, l'actionnaire majoritaire du journal libéral L'Étoile belge qui en 1857 avec ses 14.000 abonnés était devenu un des journaux les plus importants de Belgique. Dès 1858, la famille Madoux devint actionnaire et racheta en 1874 les actions de la famille d'Orléans et devint ainsi avec la famille Toussaint copropriétaire de ce journal.

## Vie familiale

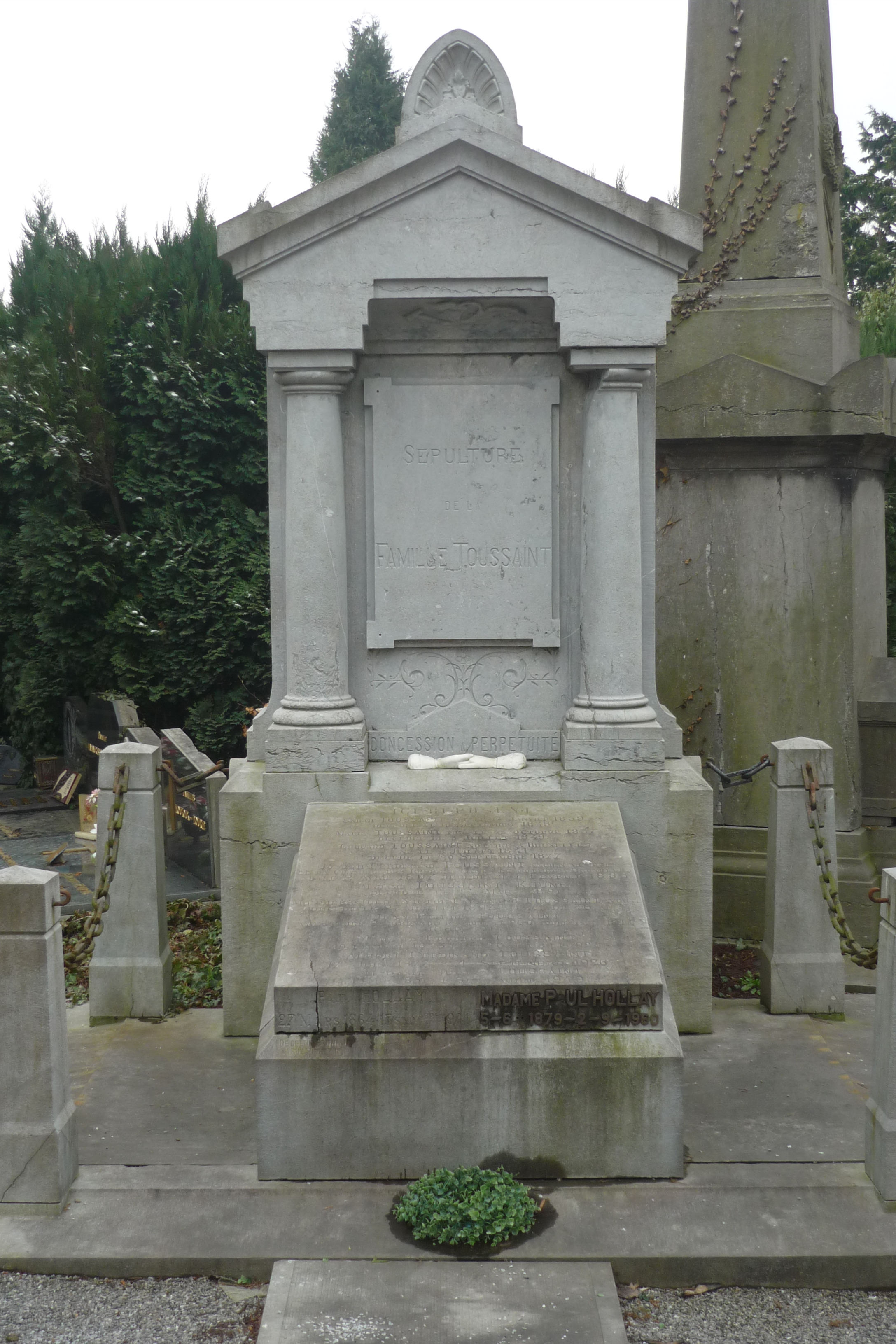
Monument funéraire de Joseph-Ferdinand Toussaint (1807-1885) et de sa famille au cimetière d'Ixelles, premier rond-point. Avec cette inscription funéraire :
SÉPULTURE
DE LA
FAMILLE TOUSSAINT
CONCESSION A PERPÉTUITÉ
ICI REPOSENT
SARAH TOUSSAINT NÉE LE 10 JANVIER 1839
DÉCÉDÉE LE 10 SEPTEMBRE 1848
MARIE TOUSSAINT NÉE LE 23 OCTOBRE 1837
DÉCÉDÉE LE 3 JUILLET 1848
ÉDOUARD TOUSSAINT NOTAIRE À BRUXELLES
NÉ LE 8 JUILLET 1841
DÉCÉDÉ LE 20 SEPTEMBRE 1877
JOSEPH FERDINAND TOUSSAINT ANCIEN MEMBRE
DE LA CHAMBRE DES REPRÉSENTANTS ET NOTAIRE À BRUXELLES
NÉ LE 2 AVRIL 1807 DÉCÉDÉ LE 7 FÉVRIER 1888
MADAME TOUSSAINT-KUHNE
DÉCÉDÉE LE 14 MARS 1891
MONSIEUR JULES VICTOR FERDINAND TOUSSAINT
DÉCÉDÉ LE 27 JUILLET 1897 À L’ÂGE DE 46 ANS
JEAN PIERRE TOUSSAINT
VOLONTAIRE DES GRENADIERS MORT LE 26 OCTOBRE YSER 1914
1886-1914
MADAME ÉDOUARD TOUSSAINT
19 FÉVRIER 1845 -- 26 JUILLET 1924
ALBERT FERDINAND TOUSSAINT
17 JUIN 1877 – 4 SEPTEMBRE 1926
MADAME JULES TOUSSAINT
15 MAI 1857 – 1? SEPTEMBRE 1940.
PAUL HOLLAY MADAME PAUL HOLLAY
27 MARS 1864-13 SEPTRE 1941 5-6-1879 – 2-9-1960

Son père Bernard Toussaint originaire de Toul, époux de Judith Spruytte, s'était établi sous le Directoire à Meulebeke dont il fut commissaire de police.
Joseph Ferdinand Toussaint avait épousé Philippine Kuhne, fille du peintre David-Chrétien Kuhne,, époux en premières noces de Thérèse Marie Deprez et en secondes noces d'Adèle De Marneffe, sœur du général belge Louis-Joseph De Marneffe (1789-1848).
Sa fille Léonie Toussaint était l'épouse du grand architecte Joseph Poelaert, son fils Fritz Toussaint était peintre et mécène ainsi qu'important donateur au Musée d'Ixelles et aux Musées royaux des beaux-arts de Belgique.

## Ses publications
- 1830: Discours sur le Sénat héréditaire et le véto du chef de l'État, suivi d'une pétition au Congrès national sur le Sénat, Bruxelles, Ode et Wodon, 1830.
- 1830: Joyeuse entrée des ducs de Brabant, Bruxelles, 1830.
- 1832: Coup d'œil sur le système financier de la Belgique, Bruxelles, 1832.
- 1848: Manuel théorique et pratique et formulaire de procédure civile et commerciale, Gand-Bruxelles, 1849.